# Knooppunt Chlumecká
Knooppunt Chlumecká (Tsjechisch: Mimoúrovňová křižovatka Chlumecká) is een knooppunt in Praag in Tsjechië.
Op dit knooppunt in de buurt Horní Počernice kruist de autosnelwegring van Praag de II/611 Praag/Poděbrady/Hradec Králové.

## Geografie
Het knooppunt ligt in de stad Praag.
Naburige buurten zijn Horní Počernice en Černý Most.

## Richtingen knooppunt
| Aansluitende wegen | Aansluitende wegen                    | Aansluitende wegen | Aansluitende wegen | Aansluitende wegen |
| ------------------ | ------------------------------------- | ------------------ | ------------------ | ------------------ |
|                    |                                       | 0 richting D10     |                    |                    |
|                    |                                       |                    |                    |                    |
|                    | 611 richting Poděbrady/Hradec Králové |                    |                    |                    |
|                    |                                       |                    |                    |                    |
|                    |                                       | 0 richting D11     |                    |                    |